# Native Island
Native Island está frente a la costa este de Halfmoon Bay, Isla Stewart, Nueva Zelanda. Está al noreste de la isla Ulva en la desembocadura norte de Paterson Inlet. Está separada de la isla Stewart por un estrecho canal 50 metros (164 pies) de ancho. Ha habido evidencia de asentamientos maoríes pasados, pequeños y temporales, en la isla. Se han encontrado múltiples reliquias maoríes, incluidos anzuelos de hueso, hachas y cinceles. Native Island es parte de la Reserva marina Isla Ulva-Te Wharawhara, que se encuentra en la parte sur de Native Island.

## Historia
A principios del siglo XIX, se libraron batallas maoríes en Native Island. La isla quedó desierta en la década de 1840 después de que los barcos que la visitaban trajeran sarampión, lo que provocó una epidemia mortal. Los supervivientes sostuvieron un korero y acordaron prender fuego a sus casas antes de abandonar la isla.
En la Expedición Southern Cross en 1898-1900, 92 perros huskies, samoyedos y esquimales de Groenlandia fueron retenidos en Native Island (con desgana del gobierno) para cuarentena y examen temporales. Debido a las normas de cuarentena, la mayoría de los perros fueron muertos, pero algunos se mantuvieron con el permiso del diputado Joseph Ward con la premisa de que podrían usarse para una futura expedición. Nueve descendientes de estos perros fueron utilizados en la expedición Nimrod de 1907-1909 de Ernest Shackleton.
En 1927 se encontró en la isla un gran trozo de ámbar gris. Al año siguiente, el ballenero C. A. Larsen, un barco factoría noruego, fue remolcado y varado cerca de Native Island después de encallar en Whero Rock. Los tanques del barco derramaron 2000 toneladas de aceite de ballena al mar, causando daños a largo plazo a los lechos de conchas frente a la playa Ringaringa en la isla Stewart.
En 1944 se informó que había conejos en Native Island después de haber sido liberados en Stewart Island un año antes. Los conejos fueron descritos como una plaga: se alimentaban de raíces expuestas de árboles; también había cabras, pero se ha informado que ninguna de ellas habita actualmente en la isla. En 2013, el Departamento de Conservación inició una prueba de trampas para ratas en Native Island, colocando alrededor de 140 trampas autoinstalables que se revisaron cada 4 a 5 semanas para controlar las poblaciones de ratas noruegas y de barcos de la isla. Un año después, los perros rastreadores no pudieron detectar ninguna rata en la isla.
En 2021 se consideró instalar un parque eólico en Native Island, pero finalmente se descartó debido a la dificultad de hacer la ruta de transmisión, la falta anticipada de viento, que la mitad de la isla es un parque nacional y el valor cultural que lleva asociado con Native Island.

## Flora y fauna
Se han encontrado fósiles de moa gigante de la Isla Sur en Native Island. Los caracoles Rhytida australis son comunes, y Native Island también tiene Tuatara.
Según la escritora de naturaleza Sheila Natusch, la vida vegetal fijadora de arena en la isla incluye coprosma, muehlenbeckia, juncia de arena dorada (pikao) y convolvulus de flores rosadas.